# アレクサンドル・バルーエフ
アレクサンドル・ニコラエヴィッチ・バルーエフ（Aleksandr Nikolaevich Baluyev, ロシア語: Алекса́ндр Никола́евич Балу́ев、1958年12月6日 - ）は、ロシアの俳優。
モスクワ出身。モスフィルムで電気技師として1年間働いた後、モスクワ芸術劇場学校に入学し、1980年に卒業。ソビエト軍の劇場に入団し1986年まで活動、1988年からモスクワ劇場で活動した。1990年代からハリウッド映画にも出演している。

## 主な出演作品
| 公開年 | 邦題 原題                                          | 役名                                             | 備考               |
| ------ | -------------------------------------------------- | ------------------------------------------------ | ------------------ |
| 1996   | シェフ イン ラブ A Chef in Love                    |                                                  | クレジットなし     |
| 1997   | ピースメーカー The Peacemaker                      | アレクサンドル・コドロフ                         |                    |
| 1998   | ディープ・インパクト Deep Impact                   | ミハイル・タルチンスキー                         |                    |
| 1998   | ムムー Му-му                                       | ゲラーシム                                       |                    |
| 2000   | プルーフ・オブ・ライフ Proof of Life               | ロシア軍の大佐                                   |                    |
| 2002   | ロシア特殊部隊 スペツナズ Спецназ                  | クリメンティ・イワノヴィッチ・プラトフ少佐       | テレビミニシリーズ |
| 2003   | 厳戒武装指令 Марш-бросок                           | タマノフ 将軍                                    |                    |
| 2006   | キングダム・オブ・ソルジャーズ KGB特殊部隊 Офицеры | ヴァディム・ニコラエヴィッチ・シリヤエフ大佐     | テレビミニシリーズ |
| 2007   | ヴェラの祈り Изгнание                              | マルク                                           |                    |
| 2007   | 罪と罰 Преступление и Наказание                    | アルカージイ・イワーノヴィチ・スヴィドリガイロフ | テレビミニシリーズ |
| 2009   | インターセプター Запрещённая реальность            | ゲオルギー・クリロ                               |                    |
| 2010   | カンダハル 怒りの大脱出 Кандагар                   | ウラジミール・イリイチ・シャルパトフ             |                    |
| 2017   | 三人姉妹 Три сестры                                | ワシーリー・ワシーリエヴィチ・ソリョーヌイ       |                    |